# Ilse Van Eetvelde
Ilse Van Eetvelde (Lokeren, 2 februari 1972) is een voormalig Vlaams volksvertegenwoordiger.

## Levensloop
In 1995 studeerde Van Eetvelde af als licentiate in de sociologie aan de Universiteit Gent. Van 1995 tot 1997 was ze wetenschappelijk medewerker voor de CVP-fractie in het Vlaams Parlement, van 1997 tot 1998 cultuurfunctionaris bij het gemeentebestuur van Zwijndrecht en van 1998 tot 2004 statisticus en adjunct-adviseur bij het Nationaal Instituut voor de Statistiek. Van 2002 tot 2003 was ze tevens leerlingenbegeleider bij het Vrij Technisch Instituut van Dendermonde
Van 2000 tot 2003 was ze voor de CVP en daarna voor CD&V provincieraadslid van Oost-Vlaanderen. Eind mei 2003 volgde ze wijlen Paul Van Malderen op als Vlaams volksvertegenwoordiger voor de kieskring Sint-Niklaas-Dendermonde. Ze bleef lid van het Vlaams Parlement tot juni 2004 en zetelde als vast lid in de commissie Cultuur, Media en Sport.
Daarna startte ze als zelfstandig kleuradviseur met KleurEnEffect, dat online trainingen en advies biedt voor kleurkeuzes in interieurs voor bedrijven en organisaties. Vanuit haar ervaring met internet, begon ze vervolgens met Fijn Bedrijf (voorheen Online Werken Meer Verdienen) waarmee ze ondernemers en bedrijven helpt om internet succesvol in te zetten. Tussen 2021 en 2023 was ze tevens leerkracht, eerst aan de Sint-Bavohumaniora in Gent en vanaf 2022 in de Steinerschool in Gent. Sinds 2023 is Van Eetvelde adjunct-directeur van Middelbare Steinerschool Vlaanderen (MSV), de koepelorganisatie van de Vlaamse middelbare steinerscholen. 
Bij de Vlaamse verkiezingen van mei 2019 was Van Eetvelde kandidaat voor Groen; ze staat op de zesde plaats op de Oost-Vlaamse lijst voor het Vlaams Parlement.
Van Eetvelde woont met haar gezin in het Oost-Vlaamse Lokeren.